# Barjols (tổng)
Tổng Barjols là một tổng thuộc tỉnh Var trong vùng Provence-Alpes-Côte d'Azur.

## Địa lý
Tổng này được tổ chức xung quanh Barjols trong quận Brignoles. Cao độ vùng này từ 162 m (Châteauvert) đến 801 m (Pontevès) với độ cao trung bình 562 m.

## Các xã
Tổng Barjols gồm 9 xã với dân số 8 105 người (điều tra dân số các năm 1999, 2004, 2005, 2006 và 2007, dân số không tính trùng).
| Xã                       | Dân số       | Mã bưu chính | Mã insee |
| ------------------------ | ------------ | ------------ | -------- |
| Barjols                  | 3 041 (2007) | 83670        | 83012    |
| Bras                     | 1 784 (2004) | 83149        | 83021    |
| Brue-Auriac              | 1 121 (2005) | 83119        | 83025    |
| Châteauvert              | 116 (2005)   | 83670        | 83039    |
| Esparron                 | 218 (2004)   | 83560        | 83052    |
| Pontevès                 | 669 (2007)   | 83670        | 83095    |
| Saint-Martin             | 200 (2007)   | 83560        | 83114    |
| Seillons-Source-d'Argens | 2 068 (2007) | 83470        | 83125    |
| Varages                  | 880 (1999)   | 83670        | 83145    |

## Thông tin nhân khẩu
| 1962                                                     | 1968  | 1975  | 1982  | 1990  | 1999  |
| -------------------------------------------------------- | ----- | ----- | ----- | ----- | ----- |
| 4 699                                                    | 5 072 | 4 847 | 5 110 | 6 470 | 8 105 |
| Nombre retenu à partir de 1962 : dân số không tính trùng |       |       |       |       |       |